# Lost Your Faith
"Lost Your Faith" é uma canção da cantora americana Ava Max. Foi lançado em 7 de fevereiro de 2025 pela Atlantic Records como o primeiro single de seu próximo terceiro álbum de estúdio, Don't Click Play.

## Histórico e lançamento
A música acompanha um 2024 agitado para Ava Max, que lançou sua cativante e contagiante canção natalina, "1 Wish".  Ela continuou dominando as paradas de todo o mundo com seu sucesso internacional "Forever Young", uma colaboração com o DJ e produtor vencedor do Grammy, David Guetta, e a banda de synth-pop dos anos 80 Alphaville, que alcançou o Top 10 na Top 40 Radio nos Estados Unidos. Além disso, ela lançou uma série de singles de sucesso, como "Spot a Fake", "My Oh My" e seu maior sucesso do ano passado, "Whatever" sua colaboração com Kygo, que acumulou mais de 600 milhões de transmissões globais e alcançou o top 10 em vários países desde seu lançamento. 
Em 24 de janeiro de 2025, Max postou três fotos com a legenda "Eu pensei que para sempre significava que morreríamos juntos, não sei", o que viria a ser parte da letra de sua nova música.  Uma das fotos postadas foi usada, no dia seguinte, como foto de perfil. No mesmo dia, Ava Max anunciou em uma entrevista que a música seria lançada em fevereiro.
"Lost Your Faith" foi chamada de "música de término de relacionamento emocionante" com uma "batida direta no estilo rock dos anos 1980" semelhante ao seu single de 2020 "Kings & Queens" que então se transforma em um "instrumental dance-pop mais eletrônico para seu refrão", com Max lamentando "a lenta degradação do relacionamento, observando que parece que a devoção de seu amado diminuiu". 
Em 7 de fevereiro de 2025, o visualizador da música foi lançado junto com a música. Em 20 de fevereiro de 2025, Max gravou um videoclipe para a música.  Em 26 de Fevereiro, Ava Max lançou um vídeo com a letra da música anunciando que o videoclipe viria "Na próxima semana" . Em 18 de março anunciou em sua conta no X o lançamento do videoclipe para o mesmo dia. 

## Créditos e pessoal
Créditos adaptados do Spotify  e Apple Music 
- Amanda Ava Koci – vocais, composição
- Delacey – composição
- Leroy Clampitt – composição
- Lucy Healey – composição
- PinkSlip – engenharia, produção
- Serban Ghenea – mixagem, engenharia

Tabela Semanal
| Chart (2025)                           | Melhor Posição |
| -------------------------------------- | -------------- |
| Beralus Airplay (TopHit)               | 108            |
| CIS Airplay (TopHit)                   | 66             |
| Croatia International Airplay (TopHit) | 33             |
| Estônia Airplay (TopHit)               | 98             |
| Japan Hot Overseas (Billboard Japan)   | 17             |
| Lituânia Airplay (TopHit)              | 132            |
| Romênia Airplay (TopHit)               | 83             |
| Rússia Airplay (TopHit)                | 49             |
| Suriname (Nationale Top 40)            | 37             |

Tabelas Mensais
| Chart (2025)            | Posição |
| ----------------------- | ------- |
| CIS Airplay (TopHit)    | 75      |
| Rússia Airplay (TopHit) | 65      |

## Histórico de lançamentos
| Região | Data                   | Formato(s)                 | Rótulo   | Ref.   |
| ------ | ---------------------- | -------------------------- | -------- | ------ |
| Vários | 7 de fevereiro de 2025 | Download digital,streaming | Atlantic | [ 10 ] |